# Bojna ladja razreda Montana
Montana je bil predlagan razred petih bojnih ladij, ki bi jih zgradili med 2. svetovno vojno za Ameriško mornarico. Ladje razreda Montana bi bile počasnejše od razreda Iowa, vendar bi bile večje, močneje oborožene in bolj zaščitene. Ladje so kasneje preklicali, še preden so položili gredelj. Namesto njih so naročili več letalonosilk razreda Essex.
Glavna oborožitev bi bila dvanajst 16-inčnih (406 mm) Mark 7 topov, trije več kot na Iowi. Sekundarna oborožitev bi bila 20× 127 mm topov in 10–40× Bofors 40 mm in 56 × Oerlikon 20 mm protiletalskih topov. 
S širino 37 metrov bi bile prevelike za prečkanje Panamskega prekopa, za razliko od razreda Iowa, ki je lahko prečkala prekop in tako imela strateško prednost. 
Ladje Montana bi bile po sposobnostih precej podobne japonskim bojnim ladjam Yamato. 